# Boletus curtisii
Boletus curtisii es una especie de hongo en la familia Boletaceae. Produce  cuerpos fructíferos de tamaño pequeño a mediano con un sombrero convexo de hasta 9.5 cm de diámetro ancho encima de un delgado estipe que puede alcanzar una longitud de 12 cm. En especímenes jóvenes, el sombrero y el tallo son de color amarillo dorado brillante, aunque el color se torna parduzco cuando envejece. Tanto el tallo como el sombrero son viscosos o pegajosos cuando son jóvenes. En la parte inferior del sombrero hay pequeños poros circulares a angulares. El hongo es comestible, pero no atractivo.
Se encuentra en el este y sur de América del Norte, donde crece en asociación micorriza con árboles de madera dura y coníferas. Inicialmente fue clasificado como especie de Pulveroboletus, el color amarillo de B. curtisii es el resultado de pigmentos químicamente distintos de los responsables de la coloración amarilla de Pulveroboletus.

## Descripción

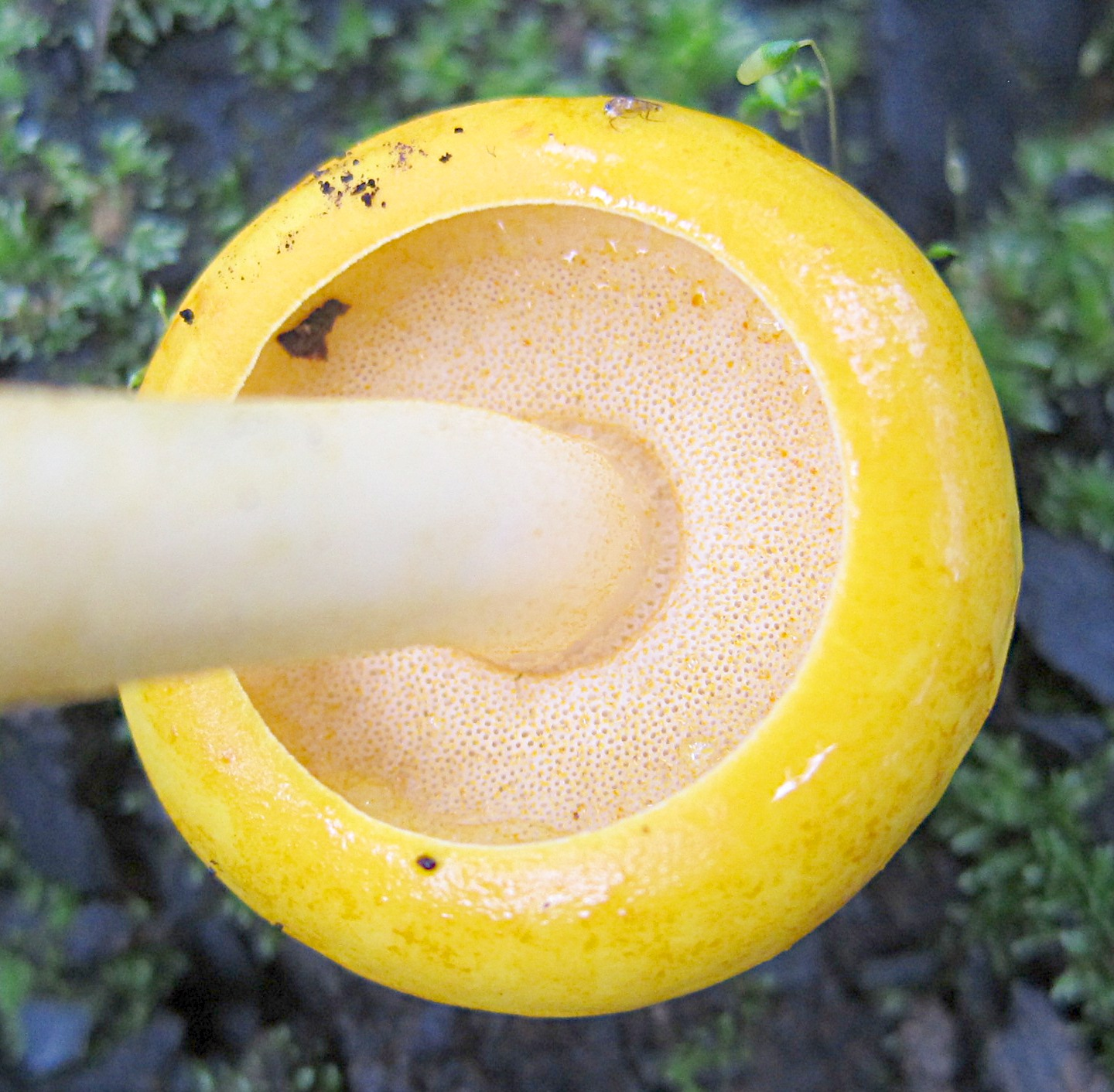
Vista de la parte inferior del sombrero, se observa el borde doblado hacia adentro, los pequeños poros blancos, y las gotitas de líquido amarillo dorado.

El sombrero mide 3 a 9.5 cm de diámetro, e inicialmente de forma cóncavo antes de volverse ampliamente convexa a casi plana cuando madura. El margen de la tapa tiene una banda estrecha de tejido estéril que en los cuerpos fructíferos jóvenes se curva hacia adentro. La superficie del sombrero es algo pegajosa cuando es fresca, lisa y de color amarillo brillante a amarillo anaranjado, a veces con tonos marrones o áreas blanquecinas en la edad. La carne blanquecina no cambia de color cuando se expone al aire, y no tiene olor ni sabor distintivos. En la parte inferior de la tapa, la superficie de los poros es inicialmente de color blanquecino a amarillo o amarillo pálido, pero se vuelve más opaca y oscura en la madurez, a menudo deprimida cerca del tallo con la edad. A diferencia de otros boletos, B. curtisii no se vuelve azul cuando está magullado o lesionado. Los poros son circulares a angulares, y hay 2–3 por mm; los tubitos tienen una profundidad de 6 a 12 mm. Los cuerpos fructíferos jóvenes generalmente tienen gotitas de líquido amarillo dorado en la superficie de los poros (a veces abundantemente), aunque esto rara vez se observa en especímenes más viejos.
El tallo mide de 6 a 12 cm de alto, y de 0.6 a 1.3 cm de grosor. Su superficie es pegajosa y fresca, un poco áspera cerca del extremo pero suave más abajo. Es de tono amarillo claro hasta su base, la cual se encuentra recubierta con un micelio blanco. El tallo puede ser o bien sólido o hueco. El hongo carece de velo parcial y anillo. La esporada es marrón-oliva. El hongo es comestible, pero no es agradable.

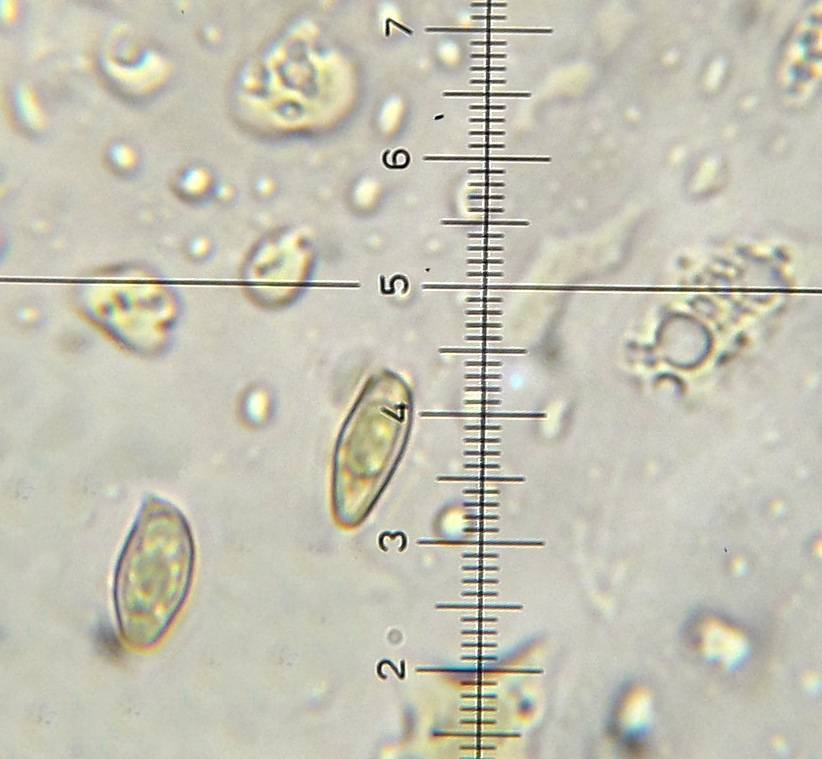
Las esporas lisas y amarillentas tienen una forma elipsoide a algo ventricosa. 1000 aumentos; las divisiones miden 1 μm.

Las esporas miden 9.5–17 por 4–6 μm, y son elipsoidales levemente infladas en un lado, suaves, y amarillentas. Cada basidia (celdas que alojan las esporas) aloja cuatro esporas y mide 25 a 32 por  6 a 10.8 μm.

## Hábitat y distribución
Los cuerpos fructífero de B. curtisii crecen solos, dispersos o en pequeños grupos en el suelo en bosques de coníferas o bosques mixtos, a menudo con pinos. Los cuerpos fructíferos generalmente aparecen de agosto a noviembre. La distribución geográfica del hongo se limita al este y sur de América del Norte. En los Estados Unidos, ocurre desde Nueva Inglaterra al sur a Florida, y al oeste a Texas.